# 鮑爾斯維爾 (肯塔基州)
鮑爾斯維爾（英語：Powersville）是位於美國肯塔基州布拉肯縣的一個非建制地區。

## 地理
鮑爾斯維爾所處的海拔為高於海平面295米（即968英呎），而該地所採用的時區為UTC-5，即北美東部時區（EST）。同時該地設有夏令時間，為UTC-5調快一小時，即UTC-4（EDT）。